# Боливијски чинчила пацов
Боливијски чинчила-пацов (Abrocoma boliviensis) је врста глодара из породице чинчила-пацова (Abrocomidae).

## Распрострањење
Ареал врсте је ограничен на једну државу. Боливија је једино познато природно станиште врсте.

## Станиште
Станиште врсте су шуме. 

## Угроженост
Ова врста је крајње угрожена и у великој опасности од изумирања.